# Воланд
Воланд е герой на Михаил Булгаков от романа „Майстора и Маргарита“. Всъщност е Луцифер (т.е. Сатаната), превърнал се в човек и отишъл в Москва, за да види как му се отразява съветският строй.
Играе много позитивна роля в цялото повествование въпреки истинската си самоличност, но голяма част от отрицателните събития в романа са по негова вина (например обезглавяването на Михаил Александрович Берлиоз).
В сериала, направен от режисьора Владимир Бортко, Воланд е изигран от Олег Басилашвили – може би една от най-добрите екранизации на героя.